# یواس‌اس ویو (وای‌اف‌بی-۱۰)
یواس‌اس ویو (وای‌اف‌بی-۱۰) (به انگلیسی: USS Wave (YFB-10)) یک کشتی است که طول آن ۱۰۵ فوت ۰ اینچ (۳۲٫۰۰ متر) می‌باشد.